# Équipe du Portugal de football au Championnat d'Europe 2008
Cet article relate le parcours de l’équipe du Portugal de football lors du Championnat d'Europe de football 2008 qui a eu lieu du 7 au 29 juin 2008 en Autriche et en Suisse.

## Match de préparation
- Portugal- Géorgie : 2-0

## Maillot
Pour le Championnat d'Europe de football 2008, c'est Nike qui fut choisi pour confectionner le maillot de cette équipe.
| Couleurs | Rouge     |
| Marque   | Nike      |
| Domicile | Extérieur |

## Effectif
Le 12 mai 2008, le sélectionneur, Luiz Felipe Scolari, a annoncé une liste composée de vingt-trois joueurs pour l'euro.
Le 7 juin 2008,  Nuno est appelé en renfort pour pallier le forfait de Quim, victime d’une fracture à la main droite. 
| Numéro / Nom | Numéro / Nom                     | Club actuel        | Date de naissance | J.              | Buts            |                 |                 |                 |
| Gardiens de but | Gardiens de but                  | Gardiens de but    | Gardiens de but   | Gardiens de but | Gardiens de but | Gardiens de but | Gardiens de but | Gardiens de but |
| --- | -------------------------------- | ------------------ | ----------------- | --------------- | --------------- | --------------- | --------------- | --------------- |
| 1 | Ricardo                          | Betis Séville      | 11.02.1976        | 3               | 0               | 0               | 0               | 0               |
| 12 | Nuno Espirito Santo              | FC Porto           | 25.01.1974        | 0               | 0               | 0               | 0               | 0               |
| 22 | Rui Patrício                     | Sporting Portugal  | 15.02.1988        | 0               | 0               | 0               | 0               | 0               |
| Défenseurs |                                  |                    |                   |                 |                 |                 |                 |                 |
| 2 | Paulo Ferreira                   | Chelsea            | 18.01.1979        | 3               | 0               | 1               | 0               | 0               |
| 3 | Bruno Alves                      | FC Porto           | 09.11.1981        | 1               | 0               | 0               | 0               | 0               |
| 4 | José Bosingwa                    | FC Porto           | 24.08.1982        | 2               | 0               | 1               | 0               | 0               |
| 5 | Fernando Meira                   | VfB Stuttgart      | 05.06.1978        | 3               | 0               | 1               | 0               | 0               |
| 13 | Miguel                           | Valence CF         | 04.01.1980        | 1               | 0               | 1               | 0               | 0               |
| 14 | Jorge Ribeiro                    | Boavista           | 09.11.1981        | 1               | 0               | 1               | 0               | 0               |
| 15 | Pepe                             | Real Madrid        | 23.02.1983        | 3               | 1               | 0               | 0               | 0               |
| 16 | Ricardo Carvalho                 | Chelsea            | 18.05.1978        | 2               | 0               | 0               | 0               | 0               |
| Milieux de terrain |                                  |                    |                   |                 |                 |                 |                 |                 |
| 6 | Raúl Meireles                    | FC Porto           | 17.03.1983        | 1               | 1               | 0               | 0               | 0               |
| 8 | Petit                            | Benfica            | 25.09.1976        | 2               | 0               | 0               | 0               | 0               |
| 10 | João Moutinho                    | Sporting Portugal  | 08.09.1986        | 3               | 0               | 0               | 0               | 0               |
| 18 | Miguel Veloso                    | Sporting Portugal  | 11.05.1986        | 1               | 0               | 0               | 0               | 0               |
| 20 | Deco                             | FC Barcelone       | 28.08.1977        | 2               | 1               | 0               | 0               | 0               |
| Attaquants |                                  |                    |                   |                 |                 |                 |                 |                 |
| 7 | Cristiano Ronaldo vice-capitaine | Manchester United  | 05.02.1985        | 2               | 1               | 0               | 0               | 0               |
| 9 | Hugo Almeida                     | Werder Brême       | 23.05.1984        | 2               | 0               | 0               | 0               | 0               |
| 11 | Simão                            | Atlético de Madrid | 31.10.1979        | 2               | 0               | 0               | 0               | 0               |
| 17 | Ricardo Quaresma                 | FC Porto           | 26.09.1983        | 1               | 1               | 0               | 0               | 0               |
| 19 | Nani                             | Manchester United  | 17.11.1986        | 2               | 0               | 0               | 0               | 0               |
| 21 | Nuno Gomes                       | Benfica            | 05.07.1976        | 2               | 0               | 0               | 0               | 0               |
| 23 | Hélder Postiga                   | Panathinaïkos      | 02.08.1982        | 1               | 0               | 0               | 0               | 0               |
| Sélectionneur |                                  |                    |                   |                 |                 |                 |                 |                 |
| | Luiz Felipe Scolari              |                    | 09.09.1948        |                 |                 |                 |                 |                 |
| Réserve Joueurs qui n'ont pas participé au stage d'entraînement mais qui pouvaient faire office de remplaçants jusqu'au 7 juin |                                  |                    |                   |                 |                 |                 |                 |                 |
| Non communiquée |                                  |                    |                   |                 |                 |                 |                 |                 |
| Blessé Joueur initialement annoncé dans l'équipe nationale pour l'euro mais remplacé avant le 7 juin                           |                                  |                    |                   |                 |                 |                 |                 |                 |
| | Quim                             | Benfica Lisbonne   | 13.11.1975        |                 |                 |                 |                 |                 |

## Résultats

### Premier tour: groupe A
| Date         | Équipe 1 | Équipe 2 | Résultat | Buteurs                                                        |
| 7 juin 2008  | Portugal | Turquie  | 2 - 0    | Pepe (61e), Raúl Meireles (90+3e)                              |
| 11 juin 2008 | Portugal | Tchéquie | 3 - 1    | Deco (8e), C. Ronaldo (64e), Quaresma (90+1re) \| Sionko (17e) |
| 15 juin 2008 | Suisse   | Portugal | 2 - 0    | Yakin (71e, 82esp)                                             |

À la suite de leurs deux premiers matchs remportés face à la Turquie et à la République tchèque, les Lusitaniens sont déjà qualifiés pour les quarts de finale et assurés de finir premier du groupe A. Le sélectionneur Luiz Felipe Scolari décide donc d'aligner une équipe remaniée pour affronter la Suisse lors du dernier match. Malgré leur défaite, ils terminent en tête de leur groupe avec un bilan de deux victoires, une défaite, 5 buts marqués et 3 encaissés.
Le Portugal devra donc jouer contre l'Allemagne (2e du groupe B) en quart de finale.

### Quart de finale
| Date         | Équipe 1 | Équipe 2  | Résultat | Buteurs                                                                                    |
| 19 juin 2008 | Portugal | Allemagne | 2 - 3    | Nuno Gomes (40e), Helder Postiga (87e) \| Schweinsteiger (22e), Klose (26e), Ballack (62e) |